# Iver Emil Hermann William Unsgaard
Iver Emil Hermann William Unsgaard (10. september 1828 – 25. februar 1886) var en dansk stiftamtmand.
Han var søn af I.J. Unsgaard og blev efter 1854 at have taget juridisk embedseksamen året efter ansat i Indenrigsministeriet, hvor han 1861 avancerede til fuldmægtig. Efter forskellige konstitutioner som amtmand i Vejle Amt udnævntes han 1868 til amtmand i Thisted Amt, 1885 til stiftamtmand i Lolland-Falsters Stift og amtmand i Maribo Amt. 1882 udnævntes han til kammerherre. Han havde arvet en ikke ringe del af sin faders vid og roses som en dygtig og samvittighedsfuld embedsmand. Han ægtede 30. maj 1876 Agathe Catharine Margrethe Seyersen (f. 15. juni 1835), datter af fourér C. Ant. Chr. Seyersen. For sine descendenter stiftede Unsgaard et pengefideikommis, der stod under bestyrelse af Justitsministeriet.